# 別府由来
別府 由来（べっぷ ゆらい、1998年11月24日 - ）は、日本の俳優。東京都出身。スターダストプロモーション制作1部所属。

## 略歴
高校時代に50社からスカウトされるも、現在所属するスターダストプロモーションのカメラテストで落選。その後、美容師として働いていたが、今度は自らスターダストプロモーションに志願し、芸能界入り。
2020年、TOKYO FMのラジオ番組『FESTIVAL OUT』のラジオパーソナリティでデビュー。
2022年、『暴太郎戦隊ドンブラザーズ』にて、猿原真一 / サルブラザー役として初のレギュラー出演を務める。
2024年5月30日、名義の読み仮名を「べっぷ ゆうき」から現在の「べっぷ ゆらい」に変更した。

## 人物
趣味は漫画、アニメ、邦楽ロック。特技はサッカー、卓球。好きなアニメは『暗殺教室』。このアニメ作品の「第二の刃を持たざる者は…暗殺者を名乗る資格なし!!」っていうセリフは、すごく心に刺さったといい、自身が役者として頑張る指針にしている。
子供のころ、好きだったスーパー戦隊シリーズは『特捜戦隊デカレンジャー』と『魔法戦隊マジレンジャー』だったという。『ドンブラザーズ』のオーディション前には会場に向かう中で自分に「ヒーローになる！」と言い聞かせながら『マジレンジャー』の主題歌を聞いていたという。

## 出演

### テレビドラマ
- 死役所（2019年10月17日 - 12月19日、テレビ東京）- 職員 役
- ヒミツのアイちゃん（2021年4月13日（12日深夜） - 6月15日（14日深夜）、フジテレビ） - 森川巧 役
- オリバーな犬、 (Gosh!!) このヤロウ（2021年9月17日 - 10月1日、NHK総合） - 一益（TMTのメンバー） 役[8]
- 暴太郎戦隊ドンブラザーズ（2022年3月6日 - 2023年2月26日、テレビ朝日） - 猿原真一 / サルブラザー 役
- 夫婦の秘密（2024年1月4日 - 3月7日、BS-TBS・BS-TBS 4K） - 黒岩涼介 役 [9]
- ハッピー・オブ・ジ・エンド（2024年9月3日 - 24日、フジテレビ） - 主演・柏木千紘 役（沢村玲とダブル主演）[10]
- オクトー 〜感情捜査官 心野朱梨〜 Season2 第9話（2024年11月28日、読売テレビ・日本テレビ系） - 稲垣伸之 役[11]
- ジョフウ 〜女性に××××って必要ですか?〜（2025年4月2日 - 6月4日、テレビ東京） - リオ 役[12]
- 愛の、がっこう。（2025年7月10日 - 、フジテレビ） - ヒロト 役[13]

### ウェブドラマ
- ヒミツのアイちゃん（2021年2月21日〈20日深夜〉 - 4月25日〈24日深夜〉、FOD） - 森川巧 役[注 1]
- ごっこ倶楽部「アンガージュマン」（2022年11月19日~配信開始、TikTok）- 探偵 役（パート13、2022年12月4日配信）
- ガチャライフ（2025年2月18日~配信、FANY:D）- ミカエル 役
- スーパー戦隊シリーズ - 猿原真一 / サルブラザー 役
  - 暴太郎戦隊ドンブラザーズ スピンオフ コレがドンブラザーズの名乗りだ！ 暴太郎のホントの姿!?（2022年3月30日、YouTube）
  - 爆竜戦隊アバレンジャーwithドンブラザーズ（2023年8月27日、東映特撮ファンクラブ）[14]
  - 暴太郎戦隊ドンブラザーズVS暴太郎戦隊ドンブリーズ（2023年11月5日、東映特撮ファンクラブ） - 猿原真一 / サルブラザー / 天丼ブルー 役

### 映画
- 暴太郎戦隊ドンブラザーズ THE MOVIE 新・初恋ヒーロー（2022年7月22日公開、東映） - 猿原真一 / サルブラザー 役[15]

### オリジナルビデオ
- 暴太郎戦隊ドンブラザーズVSゼンカイジャー（2023年9月27日）- 猿原真一 / サルブラザー 役[16]
- 王様戦隊キングオージャーVSドンブラザーズ（2024年10月9日）- 猿原真一 / サルブラザー 役[17]

### 舞台
- 方南ぐみ企画公演「あたっくNO.1」（2023年9月22日 - 10月1日、俳優座劇場） - 二本柳肇 役[18]
- リーディングアクト 「メモランダム No.136」（2023年12月17日・20日・24日、紀伊國屋ホール）- ジャン=ジャック 役[19]
- タカハシシンノスケはフェスがやりたい 第一幕「もっぱらの噂」（2024年1月21日、LOFT9 Shibuya）- 男 / ルーモア 役[20]
- 朗読劇「夢から醒めない夢を見よ。」（2024年4月13日・14日、シアターサンモール）- 卓也 役
- 100点 un・チョイス! 10周年記念公演第2弾 第21回公演「私たち…」（2024年8月31日 - 9月8日、赤坂RED/THEATER）- 田島涼太 役

### ウェブ番組
- Numile Supported by SPICE 14-1　樋口幸平・別府由来（暴太郎戦隊ドンブラザーズ）～格闘技の世界へようこそ！～（2022年7月21日、Spotify）[21]

### バラエティ
- 趣味どきっ!「美姿勢＆美筋！憧れボディーエクササイズ」（2024年4月1日 - 5月27日、NHK Eテレ）

### ラジオ番組
- FESTIVAL OUT（2020年1月3日 - 、TOKYO FM）

### CM
- ドミノ・ピザ（2022年1月11日 - ）
- ハカタギ グランヒューリ（2023年5月20日 - ）
- ヤマサキ ラサーナ（2025年4月2日 - ）[22]

### MV
- 横山だいすけ 「香水／瑛人（coverred by 横山だいすけ）」 （2020年）
- the shes gone「アポストロフィ」（2023年）
- バウンダリー「三月の風」（2024年）

### イベント
- 超英雄祭 KAMEN RIDER × SUPER SENTAI LIVE & SHOW 2023（2023年2月9日、横浜アリーナ） - 猿原真一 / サルブラザー 役
- 超スタダヒーローズ〜西葛西の陣〜（2024年2月3日、東京スクールオブミュージック＆ダンス専門学校）

### 玩具
- 暴太郎戦隊ドンブラザーズ ドンブラスター -MEMORIAL EDITION-（2023年11月20日）
- 暴太郎戦隊ドンブラザーズ ザングラソード -MEMORIAL EDITION-（2024年1月26日）
- 暴太郎戦隊ドンブラザーズ ニンジャークソード -MEMORIAL EDITION-（2024年3月18日）

## 作品

### キャラクターソング
| 発売日         | 商品名                                              | 歌 | 楽曲                                   | 備考                                               |
| -------------- | --------------------------------------------------- | --- | -------------------------------------- | -------------------------------------------------- |
| 2022年11月23日 | 暴太郎戦隊ドンブラザーズ EP vol.4                   | ドンモモタロウ / 桃井タロウ（樋口幸平）、サルブラザー / 猿原真一（別府由来）、オニシスター / 鬼頭はるか（志田こはく）、イヌブラザー / 犬塚翼（柊太朗）、キジブラザー / 雉野つよし（鈴木浩文）、ドンドラゴクウ / ドントラボルト / 桃谷ジロウ（石川雷蔵）、ソノイ（富永勇也）、ソノニ（宮崎あみさ）、ソノザ（タカハシシンノスケ） | 「アバターパーティー!ドンブラザーズ!」 | 特撮テレビドラマ『暴太郎戦隊ドンブラザーズ』関連曲 |
| 2023年3月1日   | 暴太郎戦隊ドンブラザーズ キャラクターソングアルバム | 猿原真一 / サルブラザー（別府由来） | 「空想談義」                           | 特撮テレビドラマ『暴太郎戦隊ドンブラザーズ』関連曲 |